# WebAssembly
A WebAssembly vagy wasm egy kísérleti programozási nyelv, amit webböngészőben történő, hatékony kliensoldali szkriptelés céljára fejlesztettek ki. Eredeti célkitűzései között szerepel a C és C++ nyelvekből való fordítás támogatása, de más forrásnyelvek támogatása is szóba jöhet.

## Tervezés
A WebAssembly egy hordozható verem alapú virtuálisgép, amit az alapoktól úgy terveztek, hogy a web mindenütt elterjedt programozási nyelvénél, a JavaScriptnél gyorsabban értelmezhető és egyben gyorsabban futtatható is legyen.

## Története
A WebAssemblyt 2015. június 17-én jelentették be, 2016. március 15-én pedig demózták a Unity játékmotor alatt futó Angry Bots demóval Firefox, Chromium és Google Chrome, illetve Microsoft Edge böngészőkön.
A Microsoft közel jár Edge böngészőjében egy előzetes változat bemutatásához; a Mozilla és a Google böngészőjében a WebAssembly-támogatás külön konfigurációs kapcsolókkal már bekapcsolható.

## Fejlesztése
A böngészők WebAssembly-támogatásának kezdeti implementációja az asm.js-en és a PNaCl-ön fog alapulni. A minimálisan életképes termék (minimum viable product, MVP) kibocsátása utáni tervek között szerepel a szemétgyűjtés támogatása, ami lehetővé teszi az olyan automatikus szemétgyűjtéssel rendelkező nyelvek támogatását, mint amilyen a Java vagy a C#. A WebAssembly-munkacsoport tagjai között a Mozilla, a Microsoft, a Google és az Apple fejlesztői is megtalálhatók.